# 메나헴 베긴
메나헴 베긴(히브리어: מְנַחֵם בְּגִין, 폴란드어: Mieczysław Biegun 미에치스와프 비에군[*], 러시아어: Менахем Вольфович Бегин 메나헴 볼포비치 베긴[*], 1913년 8월 16일~1992년 3월 9일)은 이스라엘의 정치인으로 시온주의 지하 운동 단체 이르군의 사령관이자 1977년부터 1983년까지 첫 리쿠드 소속 총리를 지냈다.  많은 이스라엘인들에 의하여 존경받긴 하지만 베긴의 유산은 논쟁적으로 남아있다.  이르군의 사령관으로서 베긴은 팔레스타인의 영국 위임통치령으로 유대인들의 군사적 저항에서 중앙적 역할을 했으나 강하게 멸시를 받았고 주류의 시온주의 리더십에 의하여 결과적으로 제외되었다.  자신의 총리 재임 전의 몇년 동안 8연속 패배를 겪은 베긴은 아슈케나짐 마파이가 이끈 설립에 대한 반대를 구체화하게 되었다.  1977년 그의 선거 승리는 이스라엘 노동당의 정치적 패권의 30년으로 종말을 가져왔을 뿐만 아니라 또한 이전에 대중의 인지도를 얻은 소외된 공동체들에서 새로운 사회적 재편을 상징하였다. 
열렬한 보수적 이념으로서 자신을 설립한 것에 불구하고 총리로서 베긴의 첫 중요한 성과이자 많은이들의 견해에서 그의 독특한 성취는 이집트의 안와르 사다트와 캠프 데이비드 협정을 협상하는 것으로 1967년 제3차 중동 전쟁 이래 이스라엘에 의하여 점령된 시나이 반도로부터 이스라엘군의 완전 철수와 이집트로 그 반환에 동의하였다.  그러므로 그는 아랍 국가와 평화를 설립하는 데 첫 이스라엘 총리가 되었다.  아직 이어지는 세월에 특히 1981년부터 총리직에 자신의 두번째 기간 동안 베긴 정부는 민족주의적 의제를 되찾는 것이었으며 이스라엘 점령 영토들에서 유대인 정착의 확장을 흥행하였다.  북부로부터 공격들로 보복으로서 1982년 그는 곧 본격적인 전쟁으로 확대된 남부 레바논으로 제한된 침입을 승인하였다.  레바논에서 이스라엘의 군사 연루가 깊어지면서 베긴은 점점 더욱 우울해지고 소극적이 되어 레바논 군사 작전에 통제력을 잃었다.  대중의 압력이 가중되고 자신의 부인의 사망에 의하여 악화되어 1983년 9월 자신의 사임까지 공직 생활에서 물러남이 커졌다.
베긴의 일생은 모순적으로 보일 것이었다.  1940년대에 그는 영국군에 대항하는 테러리즘으로 현상 수배자 명단에 있었음에 불구하고 노벨 평화상을 받게 될 것이었다.  그는 자신에게 직접적 행동이 유대인들의 고국을 창조하는 데 1922년 국제연맹 위임의 조건들을 만나는 데 유대인들이 영국에게 압력을 가할 수 있던 의미들 만으로 보였을 때 폭력을 이용하였다.  사다트와 평화 회담들로 들어가는 데 베긴의 의지는 대결보다 선호에 공존의 방식을 협상하고 찾는 데 그의 경향을 보였다.  자신의 노벨상 강의에서 그는 사다트가 예루살렘에 왔을 때 "노벨상 전통의 정신으로 우리는 가장 지극히 중대한 보증을 주었습니다 - 더 이상 전쟁은 없습니다.  더 이상 유혈 사태는 없습니다.  우리는 협정을 협상하고 도달해야 합니다."  그러나 그의 1981년 이라크 원자로에 공격과 1982년 레바논 침공은 평화에 대한 그의 헌신의 깊이에 대해 의문을 제기하는 사람들도 있었다.

## 초기 생애

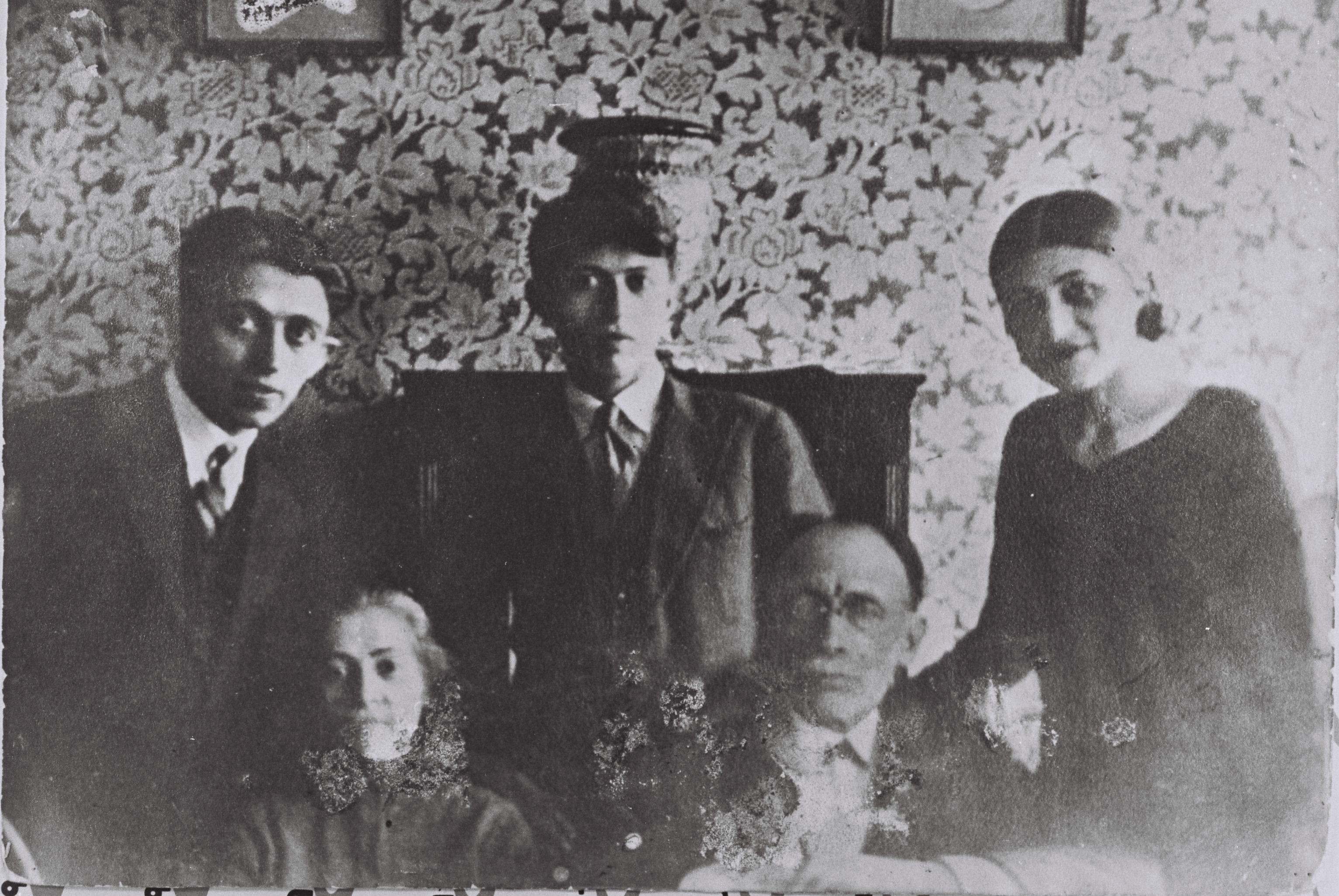
1932년 폴란드에서 자신의 가족과 함께 (윗줄 중앙이 메나헴 베긴)

베긴은 탈무드 학자들로 유명한 마을로 현재 벨라루스에 속하는 브레스트리토프스크 ("브리스크")에서 리투아니아 아슈케나짐 유대인 가족에게 태어났다.  브리스크는 아직도 러시아 제국의 일부였다.  2개의 세계 대전 사이에 마을은 폴란드 제2공화국의 크레시에 위치하였다.  그것은 현재 벨라루스의 서부 경계 안에 놓여있다.  베긴은 세속적인 과목에 대한 교육을 통하여 합쳐진 전통적 예시바 교육을 받았다.  그의 부친은 공동체 지도자, 열렬한 시온주의자이자 테오도어 헤르츨을 존경하였다.  베긴의 부모는 둘다 홀로코스트에서 사망하였다.

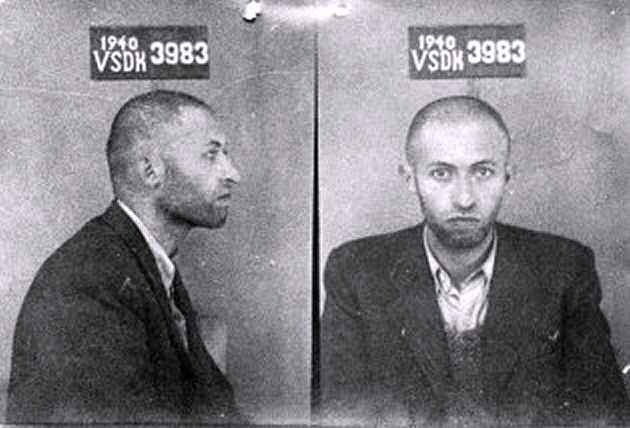
내무인민위원부에 의하여 체포된 베긴의 얼굴 사진 (1940년)

1930년대 동안 베긴은 바르샤바에서 변호사로 훈련을 받았고 무장, 민족적 수정 시온주의 운동과 그 베이타르 청년단의 창립자 제에브 자보틴스키의 핵심 제자가 되었다.  1937년 그는 폴란드와 체코슬로바키아에서 베이타르 단의 활동적인 수장이었으며 그 국가의 독일군 침공 직전에 떠났다.  그는 소련으로 건너가면서 나치의 폴란드 유대인 체포를 피하는 데 성공하였다.  1940년 9월 20일 그는 내무인민위원부에 의하여 체포되었다.  반어적으로 그는 "영국 제국주의의 간첩"으로서 고발되었고 굴라크 수용소에서 징역 8년을 선고받았다.  1941년 6월 1일 그는 페초라 노동 수용소로 보내져 이듬해 5월까지 강제 노동에 시달렸다.  일생의 한참 후에 베긴은 자서전 작품들의 일련에 상세하게 시베리아에서 자신의 경험들에 기록하고 반성할 것이었다.
1941년 독일군의 소련 공격이 시작된지 겨우 후에 시코르스키-마이스키 합의 아래 자신의 석방에 이어 베긴은 폴란드 안데르스 육군에 입대하였다.  그는 이후에 독일군들이 러시아의 중심부로 진출하고 있으면서 페르시아 통로를 통하여 팔레스타인으로 군대와 함께 보내졌다.  도착에 그는 탈영하여 팔레스타인 위임통치령에서 유대인 민족주의 운동에 합류하였다.

## 팔레스타인 위임통치령에서

### 팔레스타인에서 영국에 대한 반란

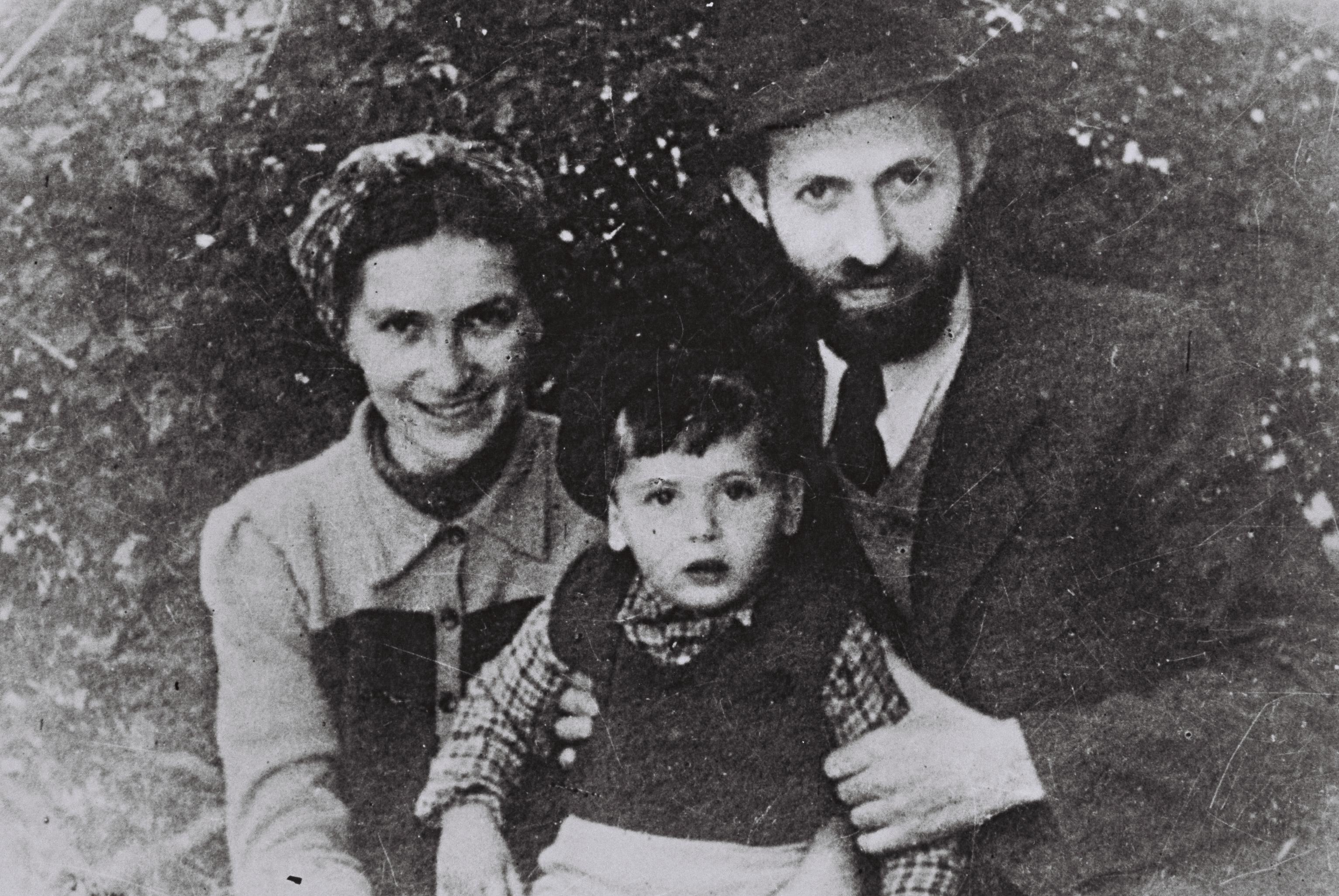
부인 알리자와 아들 베냐민-제브와 함께 (1946년 12월)

베긴은 영국의 식민지주의와 너무 협조적으로서 주류의 시온주의 리더십의 강력한 비평가로서 곧 이름을 알렸다.  그는 독립을 성취하는 데 필요한 의미들로서 영국군에 대항하는 게릴라 전술의 제안자였다.  1942년 그는 11년 전에 유대인 군사 조직 하가나로부터 갈라진 지하 운동 무장 시온주의 단체 이르군에 가입하였다.  1944년 베긴은 조직의 리더십을 취하여 팔레스타인으로부터 전체로 군인들을 제거하는 데 영국 정부를 강요하기로 결심하였다.  밸푸어 선언에서 영국이 자신들의 원래 약속을 배신하고 유대인 이민을 제한시킨 1939년 백색 종이가 그들의 친아랍 정책의 단계적 확대였다는 것을 주장한 그는 영국군들이 나치 독일을 싸우고 있었던 한 그들과 군사적으로 지속적으로 협동한 하가나와 갈라지기로 결정하였다.  자신이 사령관직을 취한지 곧 후에 공식적 반란 선언이 공개되었고 영국군에 무장 공격들이 개시되었다. 

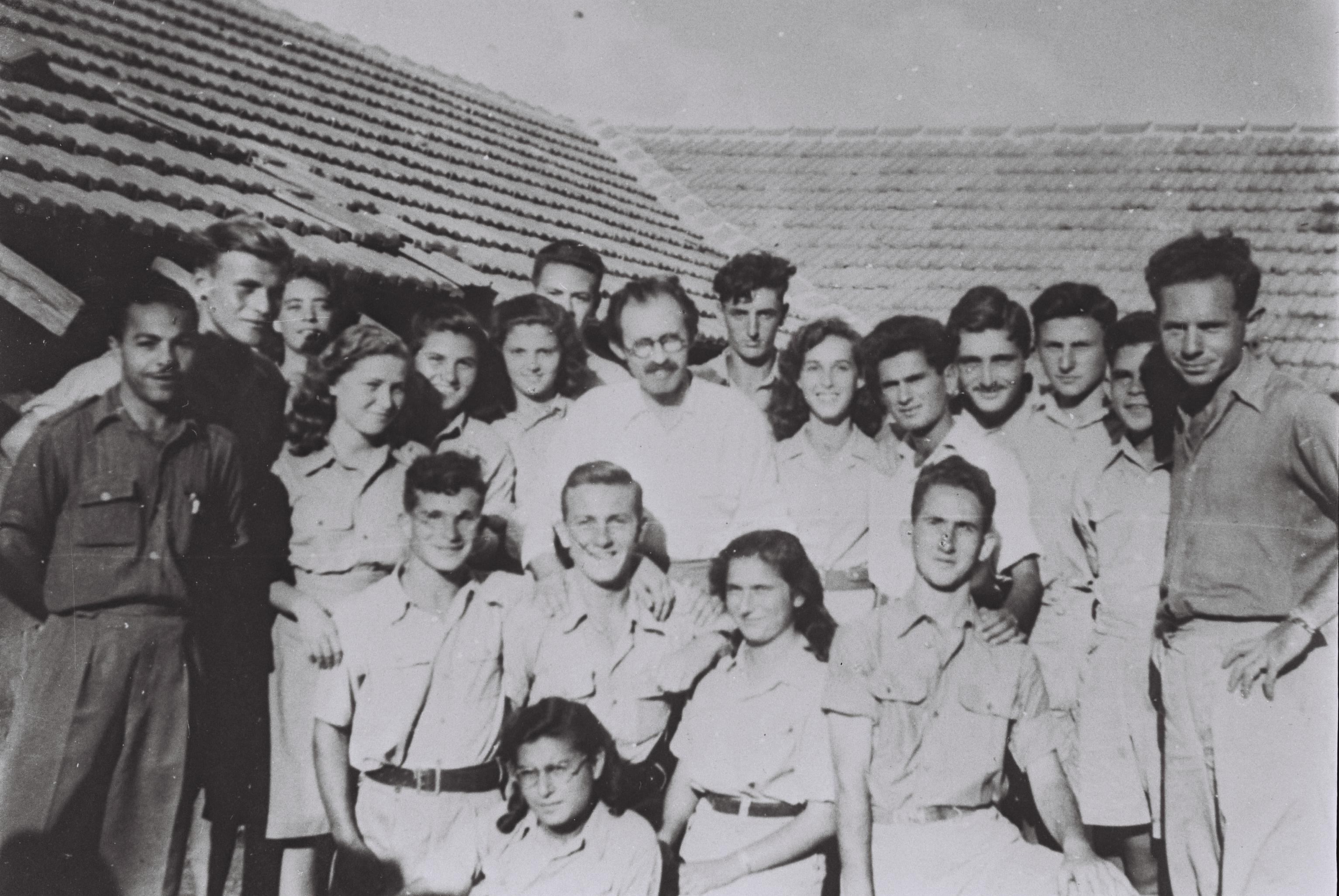
1948년 이르군의 일원들과 함께

베긴은 무장으로 요구를 발표하였고 1945년부터 1948년까지 이르군은 전면 무장 반란을 일으켜 영국군의 시설과 게시물들에 수백개의 공격들을 범하였다.  1945년부터 1946년까지 몇달간 이르군의 활동들은 하가나의 지도 아래 히브리 저항 운동의 구성 안에서 조정되었지만 이 불안정한 관계는 아랍인과 유대인 민간인들은 물론 영국군 장교들과 부대들을 포함하여 91명의 사람들이 살해된 예루살렘 다비드 호텔에 있는 영국군 행정 본부에 이르군의 폭탄 투하에 이어 무너졌다.  베긴의 리더십 아래 이르군은 아크레 교도소 침입과 2명의 영국군 상사들의 처형 같은 군사 작전들을 지속적으로 수행하여 영국군들의 더욱 나가서 이르군 포로들의 처형들을 정지시키는 원인을 가져왔다.  영국군의 자라나는 수는 유대인 반란을 진압하게 위하여 배치되어 아직 베긴은 때때로 랍비로 변장하여 포로 생활을 피하는 데 성공하였다.  영국의 첩보부 MI5는 이르군이 영국의 공무원들을 상대로 테러의 캠페인을 위협하여 그들이 영국의 팔레스타인 최고 비서 존 쇼 경을 죽일 것이라고 말을 한 후, 그의 머리에 죽던 살던 1만 파운드의 현상금을 걸었다.  MI5 요원은 또한 영국의 총리 클레멘트 애틀리의 내각의 일원들을 죽이려고 했던 이르군이 런던에서 수면실이 있었다는 것을 경고하였다.
다비드 벤구리온이 이끄는 유대인 첩보부는 이르군의 독립 의제를 호의적으로 받아들이지 않았으며 그것을 팔레스타인에서 유대인 공동체의 대표 기관으로서 첩보부의 권한의 반항으로 여겼다.  벤구리온은 이르군을 "유대인들의 원수"로서 공개적으로 비난하여 그것을 독립을 위한 정치적 캠페인을 방해 행위를 한 것으로 비난하였다.  1944년 그리고 1947년 다시 하가나는 "사냥철"로 알려진 것에 이르군의 일원들을 활동적으로 박해하여 영국의 권한들로 넘겼다.  폭력적 저항으로부터 자신의 남성들을 삼가하는 베긴의 지시는 무장 유대인 내부 갈등으로 악화되는 것을 방지하였다.  1947년 11월 유엔은 팔레스타인 분할안을 채택하였고 영국은 1948년 5월까지 팔레스타인으로부터 놔전한 철수로 그 계획들을 공고하였다.  다시 한번 주류 시온주의 리더십의 반대에 베긴은 계획을 거절하였다.  이스라엘 국가의 설립에 이어 이어진 세월에 영국군 철수 촉진으로 이르군의 공헌은 이스라엘의 독립게 관하여 형성된 이야기에 다양한 세력들이 우위를 차지하기 위하여 경쟁하고 있었기 때문에 논쟁의 여지가 있는 역사적 토론이 되었다.  베긴은 호전적인 반체제 인사로서 자신의 묘사에 불만을 품었고 정치적 동기가 되는 데 그가 인지한 것은 독립을 위하여 이스라엘의 토쟁에 이르군의 중요한 역할의 폄하이다.

### 알탈레나 사건과 독립 전쟁

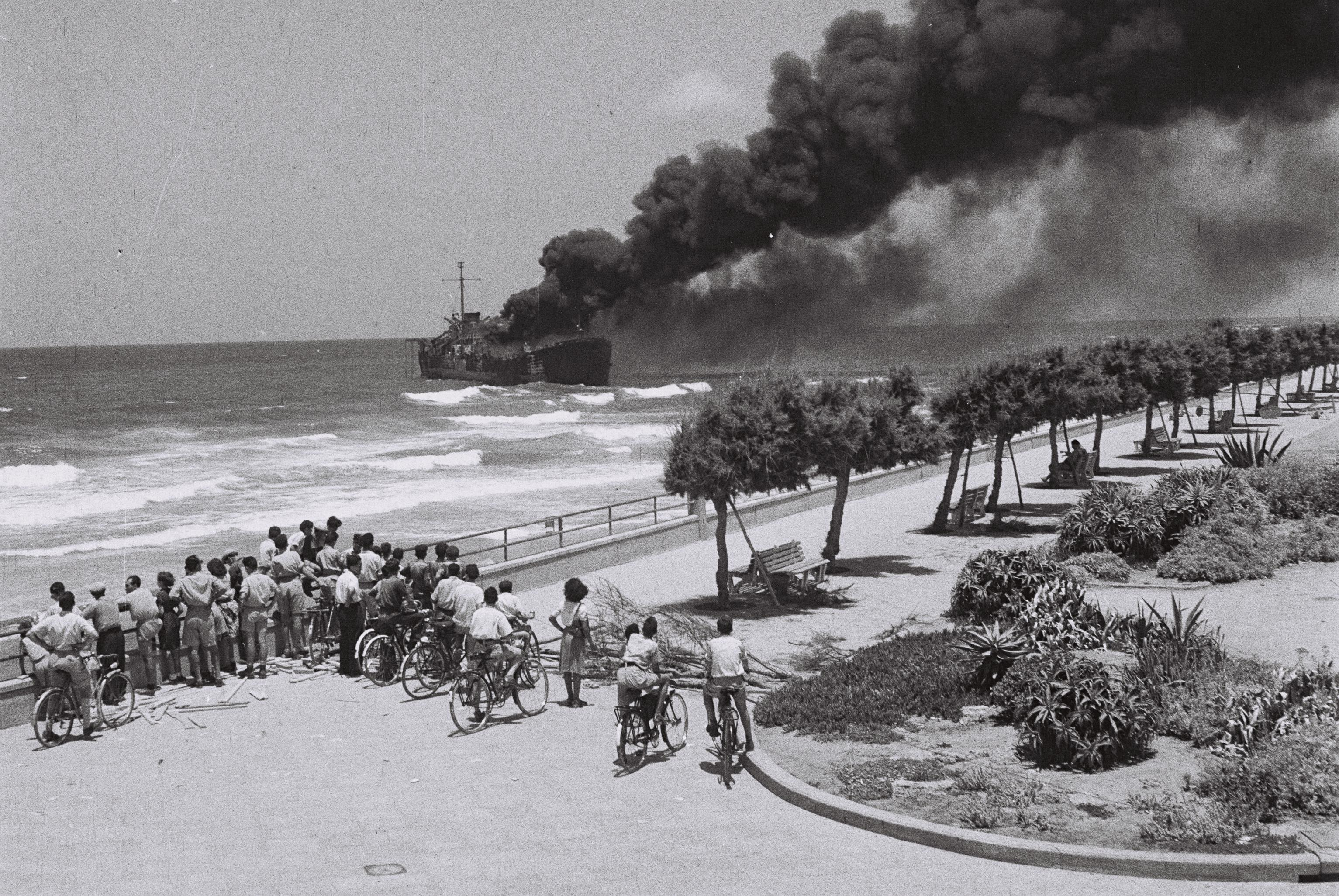
텔아비브 근처에서 포격을 받은 후 불타고 있는 알탈레나 화물선 (1948년 6월)

이스라엘 독립 전쟁이 터지면서 이르군 투사들은 아랍군들과 싸움에서 하나가와 레히와 함께 힘을 합쳤다.  그들이 참전한 두드러진 작전들은 야파, 하이파의 전투들과 예루살렘 구시가에 있는 유대인 거주지에 요르단의 포위 공격이었다.  100명 이상의 팔레스타인 민간인들의 사망에 결과를 가져온 1948년 4월 데이르 야신의 팔레스타인 마을에서 하나의 그런 작전은 논란의 근원으로 남아있다.  다른이들이 전쟁의 적법한 행위들이었다는 것이라고 주장한 동안 어떤이들은 유대인 군단들을 전쟁 범죄를 일으킨 것으로 비난하였다.  하지만 그것은 정통적으로 공격에 참여한 이르군과 레히 군단들이 우세하게 민간인 인구였던 것에 잔인한 공격을 수행햇다는 것을 받아들였다.  이르군의 지도자로서 베긴은 자신이 그들에 참여하지 않았음에도 불구하고 잔혹 행위에 대한 책임이 있다고 비난을 받았다.
1948년 5월 14일 이스라엘 국가 설립의 선언의 며칠 안에 베긴은 자신의 부하들에게 총을 내려놓으라는 요구에 라디오에 방송 연설을 하였다.  그것은 대중이 여태까지 그의 음성을 듣는 데 처음이었다.  그는 몇개의 대중 퍼레이드에 자신의 어떤 부하들을 검토하였고 새롭게 설립된 이스라엘 방위군을 형성하는 데 그들이 무기를 버리고 하가나와 가입하는 자신의 명령을 되풀이하였다.
이스라엘 국가의 창립 직후, 이르군은 정식적으로 해체되었다.  하지만 이스라엘 방위군과 긴장들은 벤구리온이 이끈 임시 정부에게 이르군의 완전 항복에 그의 타협하지 않는 고집에 지속하였다.  이것들은 1948년 6월 이르군에게 비밀적으로 무기들을 배달했던 알탈레나 화물선에 대결로 절정에 달하였다.  정부는 무조건적으로 화물선을 넘겨줄 것을 요구했으나 베긴은 준수하는 데 거부하였다.  협상을 하기보다 벤구리온은 이 사건을 국가 권위의 모범적인 시연으로 만드는 데 결심되었다.  그는 결국적으로 화물선을 총격으로 차지하는 데 이스라엘 방위군에 명령을 내리고 그 배는 텔아비브의 해안에서 가라앉았다.  배가 포격을 받았을 때 타고 있었던 베긴은 내전으로 치닫는 것으로부터 위기를 예방하기 위하여 보복하지 않도록 자신의 부하들에게 명령을 내렸다.  알탈레나 사건은 벤구리온을 이스라엘의 논쟁의 여지가 없는 지도자로 설립하여 베긴을 거의 30년의 세월 동안 정치적 황야로 규탄하였다.  

## 이스라엘 정계 입문

### 헤루트 야당 세월

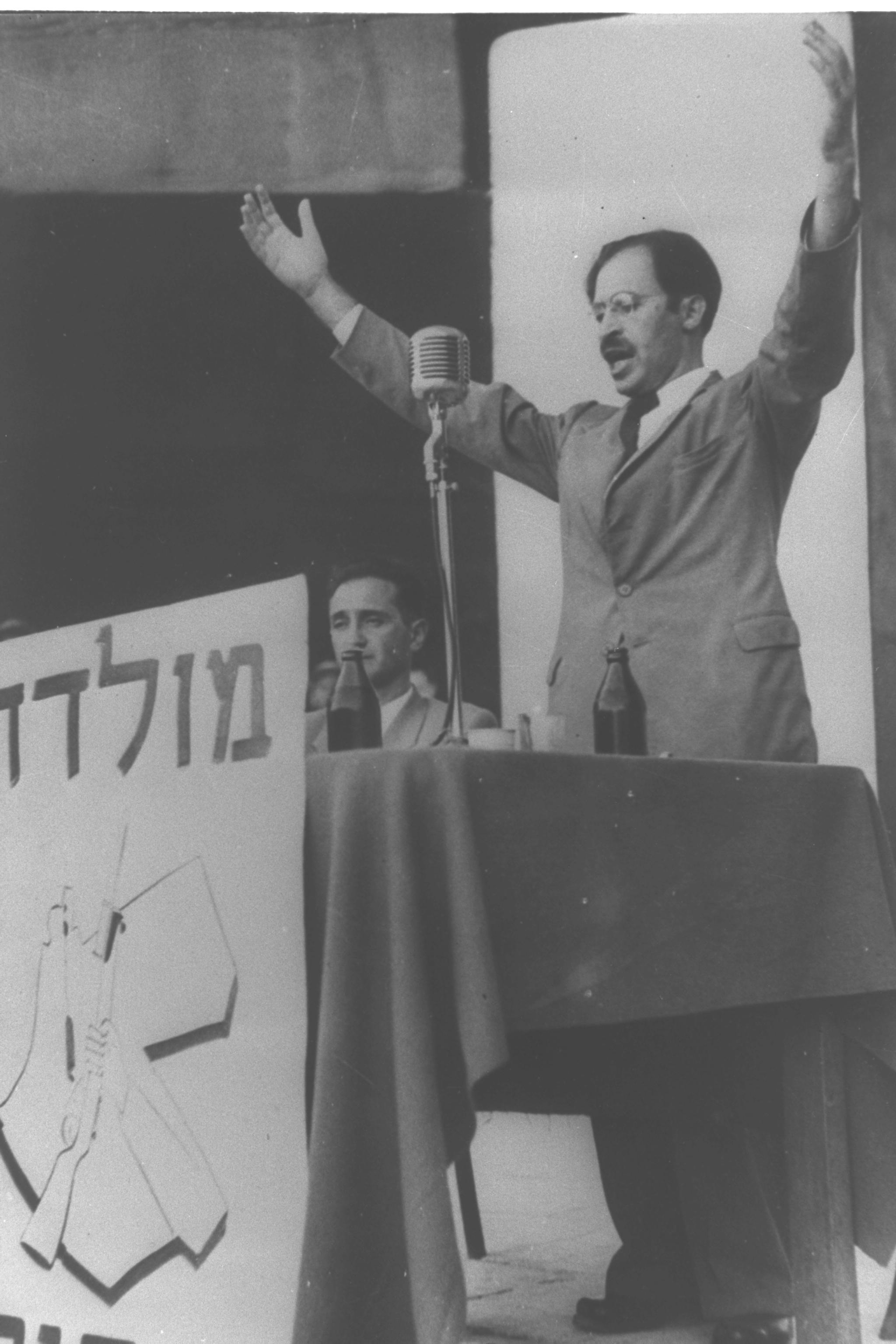
1948년 8월의 베긴

1948년 베긴은 오늘날 리쿠드로 결국적으로 전개할 우익 정당 헤루트 ("자유")를 창당하였다.  이 정당은 그의 사망한 조언자 자보틴스키에 의하여 창립되었으나 약한 기관이 된 수정 시온주의 정당을 반격한 운동이었다.  그럼에도 불구하고 수정 "순수주의자들"은 베긴이 자보틴스키의 망토를 훔치려고 했고 옛 정당과 함께 그를 상대로 출마했다는 것을 주장하였다.  1949년 그의 첫 선거에서 수정 시온주의가 문지방을 깨는 데 실패하고 짧은 후에 해산되었던 동안 헤루트는 18개의 의석을 얻었다.  이것은 베긴에게 시온주의의 수정주의 흐름의 지도자로서 합법성과 제공하였다.
1948년과 1977년 사이에 베긴 아래 헤루트는 크네세트에서 지배적인 이스라엘 노동당으로 주요 야당을 형성하여 더욱 위대한 이스라엘의 불신앙주의 사상에 헌신한 급진적 민족주의 의제를 채택하였다.  그 세월 동안 베긴은 제도적으로 여당의 노동당에 의하여 비합법화되었고 가끔 개인적으로 자신에게 말을 걸거나 이름으로 언급하는 데 거부했던 벤구리온에 의하여 조롱을 당했다.  벤구리온은 유명하게 폄하하는 "헤루트와 마키 없이" 구절을 만들어내어 효과적으로 양당과 그 투표인들을 정치적 합의의 한계를 넘어 밀어버렸다.
알탈레나 사건에 적대 행위로 거슬러 올라가 벤구리온과 베긴 사이의 개인적 악의는 마파이와 헤루트 사이에 정치적 이분법을 뒷받침하였다.  베긴은 마파이의 예리한 비평가로 그가 인식한 것은 그 강압적인 볼셰비즘과 뿌리 깊은 제도적 부패이다.  폴란드에서 변호사로서 자신의 훈련을 바탕으로 그는 그들의 차이점을 강조하는 의미로서 정장과 넥타이를 착용하고 마파이의 사회주의 비공식적으로 입법자의 건조한 태도를 보이기를 오히려 좋아했다.  
베긴과 벤구리온 사이의 가장 정렬적인 직면들 중의 하나는 1952년 이스라엘과 서독 사이에 맺어진 배상금 협정에 중심을 두었다.  베긴은 격렬하게 협정을 반대하여 그것은 유대인들에 대한 나치의 범죄들의 사면과 같은 것이었다고 주장하였다.  그해 1월 크네세트에서 협정이 토론되었던 동안 그는 자신이 신랄하게 정부를 공격하여 시민 불복종을 요구했던 예루살렘에서 열정적인 시위를 지도하였다.  그의 연설에 의하여 자극을 받은 관중은 의사당을 향하여 행렬을 하여 국회에 돌을 던지고 수십명의 경찰관과 크네세트 의원들에게 부상을 입혔다.  베긴은 폭력을 위한 책임으로서 많은이들에 의하여 보유되었고 따라서 몇달간 크네세트로부터 금지되었다.  엘리제르 수디트의 음모는 협정을 방해하는 또다른 노력이었던 동년에 서독의 총리 콘라트 아데나워의 실패한 암살 시도로 베긴을 연결한다.  그의 호전적인 행동은 주류 공개 담론에서 유죄 판결을 받아 무책임한 도발자로서 그의 이미지를 강화하였다.  홀로코스트의 연상을 불러일으키는 것들로 가득했던 베긴의 트레이드마크는 그의 비평가들에 의하여 선동가로서 그의 선동적 전술로서 비난을 받았던 동안 많은이들에게 열정적인 수사학은 호소력이 있었다.

### 가할과 제3차 중동 전쟁 통일 정부
이어진 세월 동안 베긴은 선거 기세를 얻는 데 실패하였고 헤루트는 1961년까지 열린 4개의 선거들에서 노동당의 멀리 뒤로 17개 이상이 아닌 의석들로 남아있었다.  1965년 헤루트와 자유당은 베긴의 리더십 아래 "가할"이라 불리는 정당을 형성하는 데 연합하였으나 다시 한번 그해에 열린 선거에서 의석들의 분배를 증가시키는 것에 비성공적이엇다.  베긴은 자신의 권한이 전혀 심각하게 논쟁되지 않았어도 점점 더욱 대중을 사로잡을 수 없다는 인식이 커졌다.  이듬해 가할의 당 회의가 열린 동안 그는 그의 사임을 요구한 젊은 에후드 올메르트에 의하여 도전되었다.  베긴은 당의 리더십으로부터 자신이 퇴직할 것을 공고했으나 관중이 그에게 머무는 데 감정적으로 간청했을 때 곧 그의 결정을 전환하였다.  1967년 6월 제3차 중동 전쟁의 발발에 가할은 노동당의 레비 에슈콜 총리 아래 "거국 정부"에 가입하여 베긴이 국무총리실 공동 장관으로서 처음으로 내각에 지내는 결과를 가져왔다.  배열은 정책에 불동의들의 이유로 베긴과 가할이 정부 (골다 메이어에 이끌어진)를 떠났을 때 1970년까지 지속되었다.

### 리쿠드와 미즈라히 지지

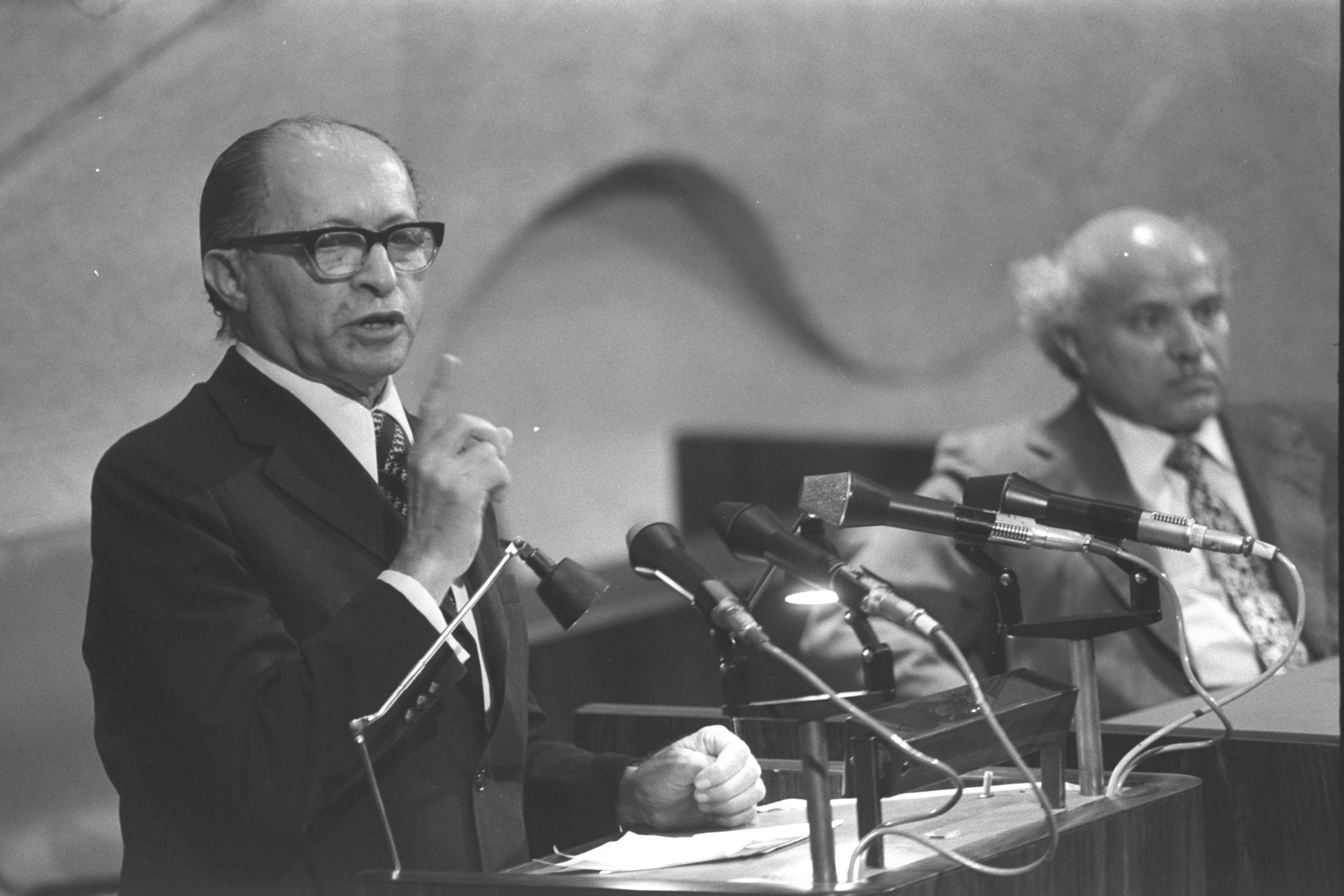
크네세트에서 연설하는 베긴 (1974년)

1973년 베긴은 자유 중앙당 가할과 다른 작은 단체들로부터 이루어진 야당들의 큰 결합을 형성하는 데 아리엘 샤론에 의한 계획으로 동의하였다.  그들은 리쿠드 ("강화")로 불려진 불안정인 동맹을 맺었다.  그해 후순에 열린 선거에서 리쿠드는 39개의 의석들이 아직도 야당에 남아있었어도 숙고적인 득표율을 얻었다.  겨우 제3차 중동 전쟁의 2개월 후에 열린 이 선거는 정치적 변혁으로 번역되는 데 그 파괴적인 결과를 허용하기 위하여 전쟁의 사건들로 매우 가까웠다.
아직 전쟁의 여파는 이로 인하여 노동당과 대중의 환멸이 나타났다.  정부의 전쟁 부정 행위에 관한 비판의 음성들은 지배적인 아슈케나짐 엘리트 층을 향한 대중의 분노가 커지게 되었다.  마파이의 사회주의 관습으로 대조를 의인화한 베긴은 많은 미즈라힘 유대인들, 대부분 2등 시민들로서 설립에 의하여 자신들이 지속적으로 대우를 받은 것으로 느꼈던 아랍 국가들에서 온 첫번째 그리고 두번째 세대의 유대인 이민자들에게 호소하였다.  그의 유대교의 열린 포옹은 미즈라힘 투표인들을 이간한 노동당의 세속주의에 극명한 대조를 이루었다.  미즈라힘 유대인들의 그 체제화된 차별에 관한 항의를 대처하는 데 노동당의 실패는 베긴을 지지하는 데 그 많은이들을 끌어들여 그의 급증하는 정치적 기반이 되었다.  이츠하크 라빈 정부를 수렁에 빠뜨린 다수의 부패 스캔들이 베긴이 결국 이스라엘 정치의 중앙 단계를 포획했다는 것에 신호를 보냈다.

## 이스라엘의 총리

### 1977년 선거 승리

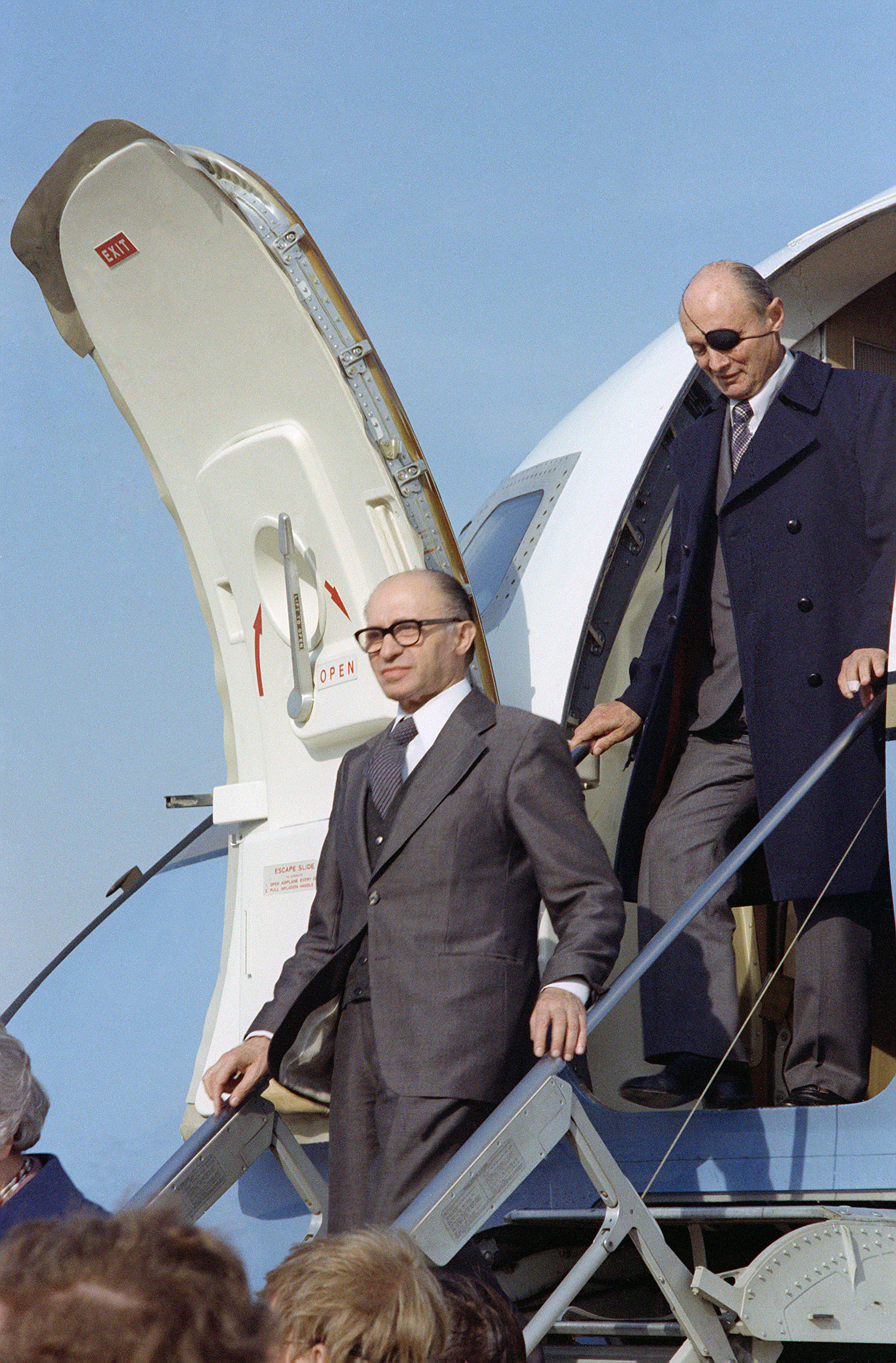
앤드루스 공군 기지에 도착한 베긴 총리와 모셰 다얀

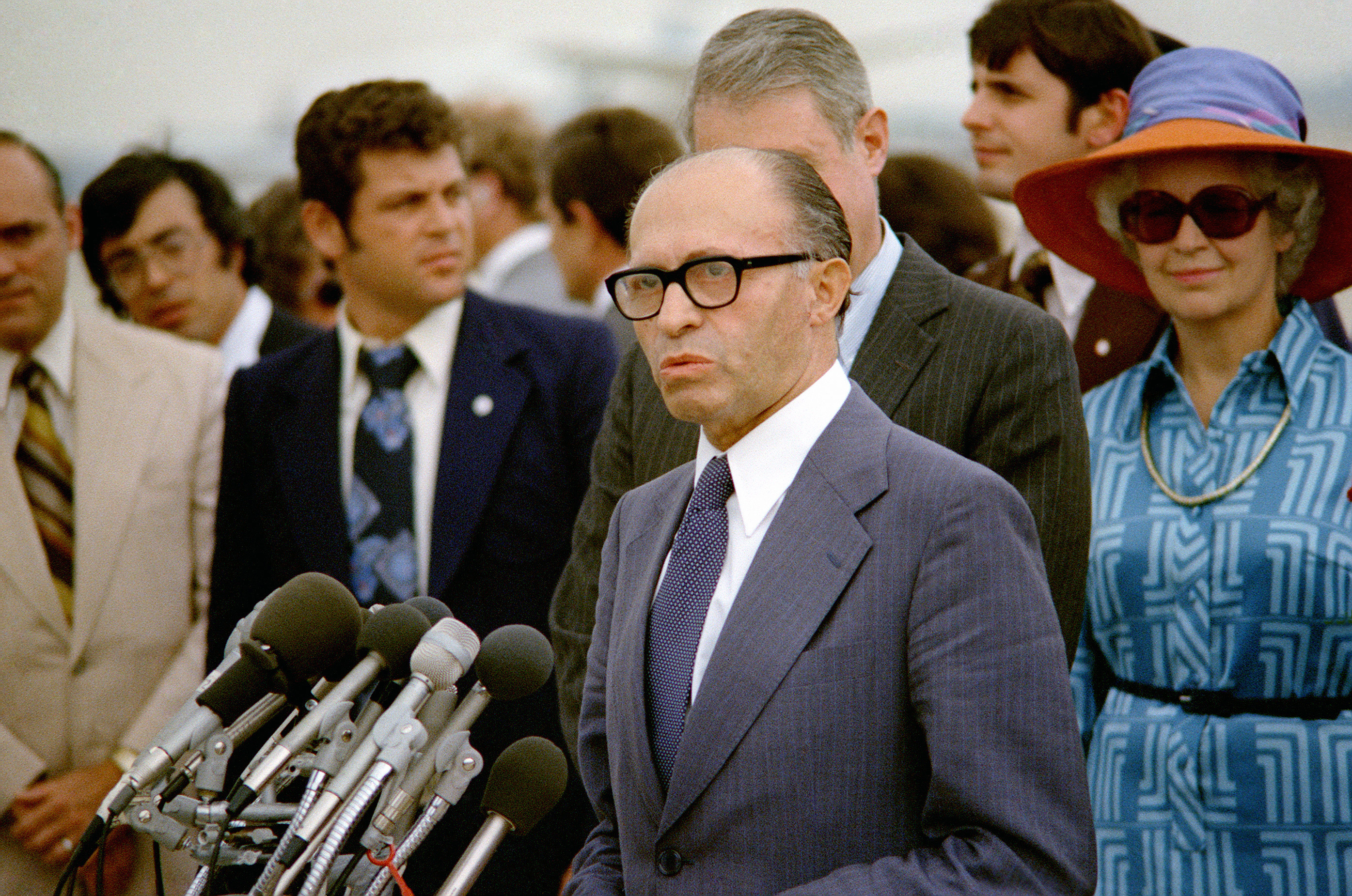
1978년의 베긴

1977년 5월 17일 베긴에 의하여 지도된 리부드가 압도적 승리에 의하여 의회 선거를 기여 크네세트에서 가장 큰 정당이 되었다.  마하파흐 (구어체 히브리어로 "대격적인 변화")로 대중적으로 알려진 선거 결과들은 정부를 형성하는 데 노동당이 위치했던 것보다 이스라엘 역사상 처음으로 지진의 여파를 가졌다.  리쿠드의 선거 승리는 창립된 사회주의적 아슈케나짐 엘리트 층이 소외된 미즈라힘과 유대교 공동체들을 채표한 연정에 의하여 대체되었던 이스라엘 사회의 근본적인 재건을 의미하여 정치적으로 보수적, 그리고 경제적으로 자유적인 의제를 흥행하였다.
선거로 이어지는 리쿠드의 캠페인은 베긴의 성격에 중심을 두었다.  노동당의 사상에 의하여 전체주의와 극단주의로서 악마화된 동안 겸손하고 독실한 지도자로서 그의 묘사는 노동당의 이념에 의하여 버려진 느낌이 든 많은이들과 화음을 쳤다.  노동당의 부패와 환멸이 이갈 야딘에 의하여 지도된 중도주의 변화를 위한 민주 운동 ("다시"로 알려짐)을 지지하는 데 많은 중산층과 상류층 투표인들을 자극한 반면주로 미르자힘 유대인 근로자 계급의 도시 이웃들과 주변 도시들에서 리쿠드는 압도적인 다수로 승리하였다.  다시는 시몬 페레스에 의하여 지도된 노동당의 대부분의 비용으로 120개 중 15개의 의석을 얻고 51개에서 32개의 의석들로 수축되었다.  베긴이 리쿠드 본부에서 에이브러햄 링컨의 게티스버그 연설과 구약성서로부터 인용했던 자신의 승리를 "유대인의 역사상 전환점"으로 언급한 그날 밤 그의 중대한 업적을 잘 알고 있으며 그의 상징적인 드라마 감각을 활용하고 있었다.
43개의 의석과 함께 리쿠드는 아직도 이스라엘의 균형이 잡힌 대표 의회 제도 아래 정부를 형성할 수 있는 의회의 다수에 도달하는 목적에 다른 정당들의 지지를 필요로 했다.  작은 유대교와 하레디 당들과 함께 좁은 연정을 형성할 수 있었어도 베긴은 또한 더욱 거대한 대중의 합법성과 함께 자신의 정부를 제공하는 데 크네세트에서 중도주의 요소들로부터 지지를 추구하기도 했다.  그는 논쟁적으로 전직 이스라엘 방위군 참모장이자 국방장관, 그리고 오래된 설립과 식별된 현저한 노동당 정치인 모셰 다얀에게 외무장관 직을 제공하였다.  베긴은 6월 20일 총리로 취임하였다.  다시는 결국적으로 몇달 후에 그의 정부에 가입하여 크네세트의 거의 3분의 2의 폭넓은 지지와 함께 제공하였다.

### 캠프 데이비드 협정

캠프 데이비드 협정 조인식에서. 좌로부터 안와르 사다트 이집트 대통령, 지미 카터 미국 대통령, 베긴 총리 (1978년 9월 17일)

1978년 외무장관 모셰 다얀과 국방장관 에제르 바이츠만에 의하여 동행된 베긴은 이집트의 안와르 사다트 대통령과 캠프 데이비드 협정을 협상하였고, 워싱턴 D. C.에서 이집트-이스라엘 평화 조약을 맺었다.  지미 카터 미국 대통령에 의하여 중재된 조약의 조건 아래 이스라엘은 이집트에게 시나이 반도 전체를 넘기는 것이었다.  이집트와 평화 조약은 이스라엘이 효과적으로 아랍-이스라엘 분쟁 해결을 위하여 청사진으로서 평화 원칙을 위하여 대지를 받아들인 반면 아랍 국가가 이스라엘의 합법성을 인정하는 데 처음으로서 중동의 역사에서 중요한 전환점이었다.  아랍 세계 안에서, 특히 이스라엘의 가장 크고 가장 강력한 적국으로서 이집트의 중요한 위치를 준 조약은 광범위한 영향을 미친 전략적 그리고 지정학적 의미들을 가졌다.
수배된 테러리스트로 지낸 것에 불구하고 메나헴 베긴은 이집트와 이스라엘 사이에 평화를 합동으로 협상한 공로로 사다트와 함께 노벨 평화상을 수상하였다.  베긴을 위하여 이집트와 화평은 개인적 옹호의 순간이었다.  자신의 경력을 통하여 자신의 상대들에 의하여 호전적이고 열심당원으로 라벨이 붙은 이것은 첫 리쿠드 총리로서 자신의 합법서과 리더십을 명백히 함은 물론 아랍-이스라엘 분쟁의 평화적 해결로 자신의 의지를 증명하는 데 기회였다.  거의 밤새 무책임적 국가주의 급진파로서 베긴의 공공 이미지가 역사적 비율의 정치인의 이미지로 전환되었다.  이 이미지는 1978년 사다트와 함께 노벨 평화상이 그에게 주어지면서 정점에 이르렀던 국제적 인정에 의하여 강화되었다.  자신의 노벨상 강의에서 그는 평화가 또한 번영을 가지고 올 것이면서  이스라엘이 자신의 이웃 국가들 뿐만 아니라 중동의 전체에 이익을 얻을 평화를 원했던 것을 언급하였다.
베긴을 폭넓은 대중적 호소력을 지닌 지도자로서 설립한 동안 아직 이집트와 평화 조약은 그의 리쿠드 안에서 맹렬한 비판을 만났다.  그의 독실한 추종자들은 점령된 영토들을 포기하는 데 그의 의지로 더욱 위대한 이스라엘 의제의 예민한 흥행자로서 베긴의 역사를 조화시키는 데 어려운 것을 찾아냈다.  시나이 반도로부터 이스라엘의 정착인들의 제거로 동의한 것은 리쿠드의 수정주의 이념으로부터 명백한 출발로서 많은이들에 의하여 인지되었다.  몇몇의 현저한 리쿠드 당원들, 가장 두드러지게 이츠하크 샤미르와 아리엘 샤론은 조약에 반대하였고 그것이 크네세트에서 압도적 다수에 의하여 비준되었을 때 기권하여 야당으로부터 지지 만으로 감사를 표했다.  구슈 에무님 유대인 정착 운동과 관련된 리쿠드 안에서 강경파의 작은 단체는 결국적으로 갈라지고 테히야 당을 형성하기로 결정하였다.  그들은 시나이로부터 철수를 멈추는 운동을 지지하여 1982년 4월 야미트 정착의 강제 퇴거가 있던 동안 이스라엘 방위군과 격렬하게 충돌하였다.  야미트로부터 충격적인 장면들에 불구하고 조약을 위한 정치적 지지는 줄어들지 않았고 결국 시나이는 1982년 이집트에게 넘겨졌다.
하지만 베긴은 요르단강 서안 지구와 가자 지구에서 팔레스타인의 자치적 차지를 설립한 것을 위한 틀을 정의했던 캠프 데이비드 협정의 부문을 구현하는 데 있어서 훨씬 덜 단호했다.  그는 당시 농업개발부 장관 아리엘 샤론을 이스라엘 점령 영토들에서 훗날의 영토 양보들을 효과적으로 불가능하게 만드는 데 의지되었던 정책으로 이 영토들에서 유대인 정착지들의 큰 규모의 확장을 구현하는 데 임명하였다.  베긴은 팔레스타인인의 인구와 함께한 지역들에서 유대인 정착지들을 건설하는 데 알론 계획에 따라 주변 지역들에 인구가 유입되는 것으로부터 이스라엘의 정착지 전략에 재전념하였다.  엘론 모레의 정착지가 1979년 나블루스의 외부에 설립되었을 때 베긴은 거기에 "더욱 많은 엘론 모레들이 올 것이다"는 것을 선언하였다.  참으로 총리로서 그의 기간 동안 수십개의 새로운 정착지들이 건설되었고 요르단강 서안 지구와 가자 지구에서 유대인 인구가 4배 이상 증가하였다.

### 이라크 원자로에 폭격

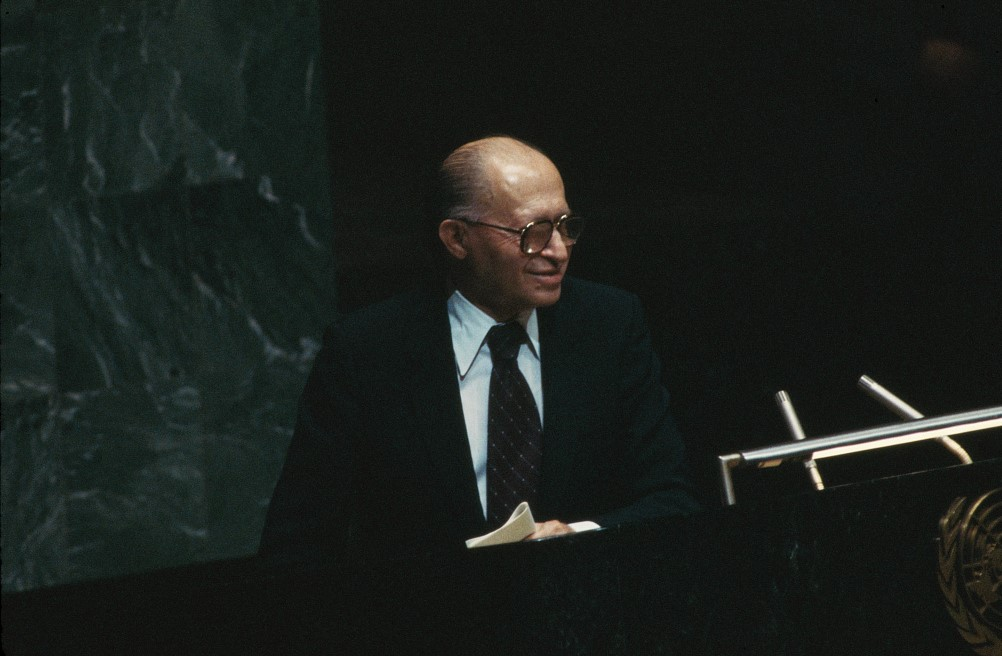
1982년 유엔 총회에서 연설하는 베긴 총리

베긴은 이라크의 독재자 사담 후세인의 반시온주의와 반셈족주의 위협을 매우 심각하게 받아들였다.  이스라엘은 오시라크에 있는 원자로와 함께 이라크를 제공하지 않는 데 프랑스와 아무 소용 없이 협상하는 시도를 하였다.  1981년 그는 바빌론 작전으로 불린 성공적인 장거리 작전에서 이스라엘 공군에 의하여 이라크의 탐무즈 원자로의 폭격과 파괴를 명령하였다 (그것은 이스라엘이 적국을 처음으로 공격했던 처음이 아니며 1967년 6월 제3차 중동 전쟁도 또한 선제적이었다).  어떤 존중들에 이것은 이후에 1991년과 2003년 미국과 그 동맹국들에 의하여 이라크를 상대로 군사 작전들을 예고하였다.
오시라크 공습 직후, 베긴은 베긴 독트린으로 알려진 것을 명확하게 표현하였다 - "오, 이스라엘의 국민들에 대량살상무기를 개발하는 데 우리는 적을 허용하지 않을 것이다."  미국을 포함한 많은 해외 정부들은 작전을 비난하였고, 유엔 안전 보장 이사회는 그것을 비난하는 만장일치의 결의 487호를 통과시켰다.  이스라엘의 좌익 야당도 또한 당시 그것을 비판했으나 주로 겨우 3주 후에 선거로 상대적인 시간을 위해서였다.  미국이 정식적으로 반대했어도 로널드 레이건 행정부는 이스라엘의 결정과 공감적이었다.  하지만 이 공습은 또한 이스라엘 혹은 미국마저 이란 같은 국가들에 대항하면서 발포되는 데 훗날의 선제적인 공습들을 위하여 전례를 세웠다.

### 레바논 침공
1982년 6월 6일 베긴 정부는 영국 주재 이스라엘 대사 슐로모 아르고브의 암살 시도에 응답으로 이스라엘 방위군의 레바논 침공을 승인하였다.  갈릴리를 위한 평화 작전의 명시된 목적은 이스라엘의 북부 경계의 로켓 발사대로부터 팔레스타인 해방 기구를 강제로 쫓아내는 것이었다.  베긴은 남부 레바논에서 팔레스타인 해방 기구의 정치적 그리고 군사적 시설을 파괴시켜 이스라엘과 동맹이 맺어진 기독교 시민군의 호의에 레바논의 권력의 균형을 효과적으로 재구성할 짧고 제한된 이스라엘의 연루를 희망하고 있었다.  그럼에 불구하고 싸움은 곧 시리아 군사는 물론 팔레스타인과 레바논의 시민군들과 전쟁으로 단계적으로 확대되었고 이스라엘 방위군은 정부에 의하여 시초적으로 부여되었던 40 킬로미터 제한을 훨씬 넘어 베이루트까지 진행하였다.  이스라엘군은 레바논에서 팔레스타인 해방 기구를 몰아내어 그 리더십을 튀니지로 새로운 장소로 옮기도록 강요했지만 전쟁은 이스라엘의 북부 경계를 위하여 최후적으로 안전을 달성하거나 레바논에서 안정성을 부여하는 데 실패하였다.  레바논에서 이스라엘의 얽힘은 베긴의 기간을 통하여 강화되어 1985년 부분적 일방적 철수로, 그리고 결국 2000년 종말 만으로 이끌었다.
베긴처럼 이스라엘 대중은 빠르고 결정적인 승리를 기대하고 있었다.  아직 이것이 도착하는 데 실패하면서 그의 정부와 동시에 전쟁과 환멸감이 자라나고 있었다.  베긴은 지속적으로 침입을 피할 수 없는 생존의 행위로서 언급하여 가끔 야세르 아라파트를 아돌프 히틀러와 비교했으며 하지만 필연적으로 전쟁으로서 그 이미지는 점차 침식되고 있었다.  전쟁으로 들어간 주들의 문제 안에서 이스라엘 역사상 처음으로 그것을 나타냈으며 이스라엘 방위군의 활동에 합의가 이루어지지 않앗따.  이스라엘 역사상 가장 큰 대중의 시위들이었던 텔아비브에서 수만명의 관중들이 항의하는 데 모였을 때 1982년 9월 사브라-샤틸라 학살에 이어 대중의 비판이 그 절정에 달했다.  사건들을 조사하는 데 임명된 카한 지령이 학살에 대하여 정부가 간접적으로 책임이 있었다는 것을 찾아내 국방장관 아리엘 샤론을 중대한 과실로 고발하였다.  1983년 2월에 발행된 지령의 보고는 심하게 베긴 정부를 손상시켜 샤론을 사임하도록 강요하였다.  레바논에서 이스라엘의 소택지가 더욱 깊어지는 것 같으면서 베긴에 사임하는 데 대중의 압박은 증가하였다.
그가 전쟁의 진행에 관하여 잘못된 정보를 받았던 우려를 제기했던 보포르 전투 지대를 방문한 동안 베긴의 방향 감각을 잃은 출연이 국내 텔레비전 방송에 나타났다.  팔레스타인 해방 기구의 투사들이 기관총을 샤론에게 의문한 베긴은 자신이 부여한 군사 캠페인의 본질과 규모에 대하여 걱정스럽게도 동떨어져 있는 것 같았다.

## 정계 은퇴
1983년 8월 베긴은 정계 은퇴를 하고 총리직을 영국에 대항한 레히 저항의 지도자로 지낸 자신의 전우 이츠하크 샤미르에게 넘겼다.  베긴은 암살되었던 바시르 게마옐과 자신이 평화를 설립하는 데 희망했기 때문에 레바논에서 전쟁에 의하여 깊이 실망하고 우울해졌다.  대신 거기에는 그가 깊이 후회했던 쌓여가는 이스라엘 사상자들이 있었다.  자신이 워싱턴 D. C.로 공식 방문을 떠난 길에 그의 헌신적이자 사랑했던 알리자 여사의 사망이 그의 쌓여가는 우울증에 추가되었다.

## 최종의 세월

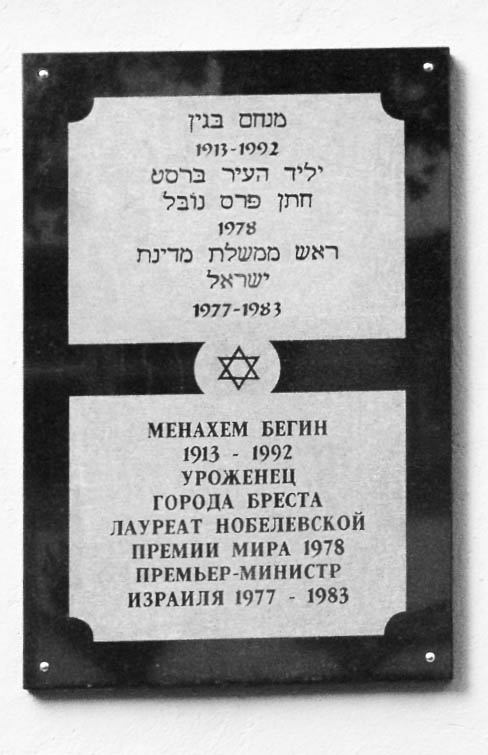
고향 브레스트에 있는 베긴의 회고에 세겨진 각판

베긴은 드물게 자신의 아파트를 떠나려 하지 않았고, 그러고나서 보통 떠난 자를 위하여 전통 카디시 기도를 말하는 데 부인의 묘지를 방문하였다.  그의 은둔 생활은 자신의 자녀들, 그리고 모든 공식 회의 요청들을 감시한 그의 일생 개인적 서기 예히엘 카디샤이에 의하여 감시되었다.
1992년 3월 9일 베긴은 텔아비브에서 78세의 나이로 사망하였고 단순한 장례식과 올리브산에 매장에 의하여 이어졌다.  베긴은 자신의 유언장에 나타난대로 메이어 파인스타인과 모셰 바라자니 같이 베긴이 매우 감정적으로 영향을 받았던 자들이 묻혀있는 이유와 함께 헤르즐산 대신 거대한 이스라엘 지도자들을 위한 전통적 매장지 올리브산에 안장될 자신의 요청을 설명하였다.  파인스타인과 바라자니는 올레이 하가르돔의 두 일원이었다.  그들은 영국군에 의한 사형을 기다리면서 폭탄 자살을 했고 베긴이 작전을 찬성한 이래 그는 개인적으로 책임을 느꼈다.

## 같이 보기
- 이츠하크 나본
- 아하론 아부하치라